# Kanton Dijon-4
Der Kanton Dijon-4  ist seit 1973 ein französischer Wahlkreis im Arrondissement Dijon, im Département Côte-d’Or und in der Region Bourgogne-Franche-Comté. Vertreter im Generalrat des Départements ist seit 2004 Roland Ponsaa. 
Der Kanton besteht aus einem Teil der Stadt Dijon.
Bis zur landesweiten Neuordnung der französischen Kantone im März 2015 gehörten zum Kanton Dijon-4 die zwei Gemeinden Chenôve und Dijon. Er besaß vor 2015 den INSEE-Code 2112.